# Греко-католицький період в історії Почаївського монастиря
Греко-католицький період в історії Почаївського монастиря — період Греко-католицизму в історії Почаївського монастиря від початку XVIII століття до 1831 року, коли він потрапив під юрисдикцію Російської Православної Церкви.

## Монастирське життя

Емблема Чину Василіян

З 1713 або 1721 до 1832 року Почаївський монастир був греко-католицьким, належав до Василіянського Чину. Не відомо точної дати переходу Почаївського монастиря в греко-католицтво: не залишилося ніяких документів ні в архіві монастиря, який багато разів піддавався розоренню, ні де-небудь інше, які б підтвердили дату переходу. З тим, відомо, що Гедеон Левицький — останній православний ігумен на горі Почаївській — був намісником монастиря в 1720 році. Відомо також, що коли в 1720 році відбувся греко-католицький Замойський синод, на якому були узаконені всі відхилення від православного чину на користь католицтва і де були присутні настоятелі майже всіх Волинських монастирів, що увійшли до унії, то Гедеона там не було. Відомо й те, що його наступником став вже греко-католик — Теодосій Рудницький. Але, як стався цей перехід, так і залишилось нез'ясованим.
1714 року почаївські монахи приймають у себе Йосифа Виговського — греко-католицького єпископа, що зайняв колишню православну Волинську кафедру, показують йому монастир, дозволяють йому скласти опис його майна і просять його дозволу на побудови нової каплиці в ім'я святої великомучениці Варвари. В 1716 році в монастиря виникає конфлікт з місцевим поміщиком графом Ледуховським, і Почаївський ігумен Арсеній Качуровський звертається зі скаргою до папського нунція у Варшаві. Але папський нунцій цій справі нічим не зарадив. При таких умовах перехід в унію відбувався поступово і поетапно, як би сам собою. Цьому сприяло і те, що Теодосій Рудницький — перший настоятель-греко-католик — був людиною по-справжньому освіченою, глибоко відданим давньоправославному обряду та віровченню. Він слідкував за дотриманням всього богослужбового уставу та, навіть, не прийняв титулу суперіора, яким іменувалися тоді настоятелі всіх греко-католицьких монастирів, а підписувався просто: «архімандрит Канівський й ігумен Почаївський». Це був, як його називали, «сором'язливий уніат», внутрішньо більш православний по духу. Він не голив бороду, носив традиційну рясу та нічим не ображав монаших уявлень про давнє благочестя. Коли він став єпископом Луцьким, то залишив своєму наступнику заповіт, щоб іноки Почаївські жили за даною обітницею, згідно з давніми монашими правилами.
Але «м'який» перехід із Православ'я в Греко-католицтво не змінив самої суті цього переходу. Насамперед монахи, подібно до інших своїх співбратів, стали іменуватися василіянами (стали членами особливого чернечого ордену із усіма притаманними йому особливостями). Згідно з конституцією цього ордену, всі унійні монахи звільнялися з-під влади єпархіального архієрея та йшли в общину, підпорядковану владі генерала або протоархімандрита, що обирався цією общиною на генеральних конґреґаціях, які проходили під головуванням папського уповноваженого. Все це було вигідно Римській католицькій владі, яка використовувала цей орден з метою латинізації греко-католиків. Даний процес також активно проходив і в Почаївському монастирі.
Завіти та настанови Теодосія Рудницького були полишені ще при його житті. Наступний ігумен — Гедеон Козубський, поставлений в 1730 році, іменується вже суперіором. У тому ж 1730 році у монастирі почала працювати Почаївська друкарня, з якої вийшло 187 книжок, серед яких «Богогласник» (1790-91) — найбільша збірка духовних кантів. Пізніше при монастирі багато років діяло загальноосвітнє училище, де викладали переважно ченці-василіяни. З 1752 року Почаївські василіяни стали робити з воску особливого агнця та ставити його на святому престолі. В 1755 році вони перестають постувати в середу та п'ятницю і за західним звичаєм переносять піст на суботу. Відміняються пости Петрівський та Успенський (за виключенням напередодні самих свят); всупереч православному уставу, відкидається заборона на вживання м'ясної їжі монахами, змінюється облачення, голяться бороди, відбуваються ті зовнішні зміни, які виражають собою зміну конфесії. В 1757 році Почаївські василіани переймають від католицьких священиків правило не мати ніякого спілкування з православними. Вводяться чисто католицькі свята: свято Тіла Господня, свято Непорочного Зачаття Божої Матері (догматично затверджений Римом лише в 1854 році); в храмах з'являються лавки та вводиться музика при богослужінні, служіння літургії супроводжується дзвоном дзвіночків, ієромонахи починають служити дияконами, замість православного стихаря з'являється латинська кожма та інше.
Але василіяни Почаївські при всіх цих нововведеннях зберегли вірність православному уставу Богослужіння та трималися його так твердо, що, навіть заслужили від інших василіян прізвисько «схизматиків». В той же час тут, як і в усіх василіянських монастирях, вводились так звані «читані» літургії, до яких ієромонахи не звикли. Тому вони співали обідні з послушниками в бокових вівтарях, як і належало по колишньому чину. Такі справи відстежувалися наглядачами, які доносили про це суперіорам, а ті накладали на монахів покарання. Втім, серед суперіорів бували й ревнителі давнього порядку, подобні до Рудницького, та ігнорували донощиків.
Відхилення василіян від Православ'я стосувалися не тільки Богослужіння та обрядів, але зачіпали всі сторони чернечого життя. В листах колишнього послушника Почаївської Лаври при василіянах, що жив там у 1820-х роках, які були частково опубліковані 1879 року Андрієм Хойнацьким у «Холмсько-Варшавському Єпархіальному Віснику», говориться про те, що василіяни залишили давні святоотцівські твори як настанови до духовного життя та стали керуватися лише книгою під назвою «Базиліанська школа». Книга ця, написана в 1764 році генералом-протоархімандритом Петром Меннітієм, була перекладена польською мовою та стала основним посібником релігійно-морального життя василіян. «Сама по собі взагалі, — пише колишній послушник, — книга ця гарна та містить в собі немало достойних релігійно-моральних настанов. Але поряд з ними в ній зустрічається немало і самих крайніх дивацтв латинства та ультрамонтанства». З цим, в очах народу монастир переставав бути тим духовним центром, яким він був раніше.
Однак саме в цей період монастир був найбільше розбудований завдяки старанням і пожертвам знатного польського шляхтича, який дотримувався певних руських (українських) звичаїв, Миколи Василя Потоцького (його прабабця Марія Могилівна, дружина Стефана Потоцького, була православною, рідною сестрою Раїни Вишневецької): зокрема тоді був збудований головний храм Лаври — Святоуспенський.

## Успенський собор. Розбудова монастиря

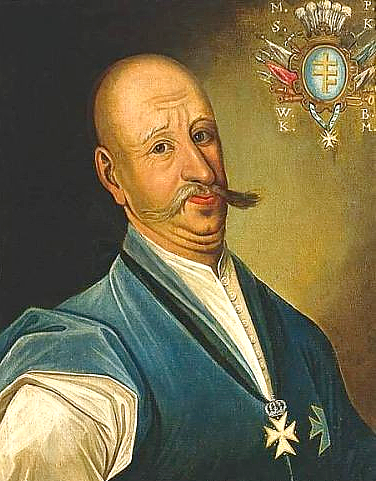
Меценат і фундатор Микола Василій Потоцький

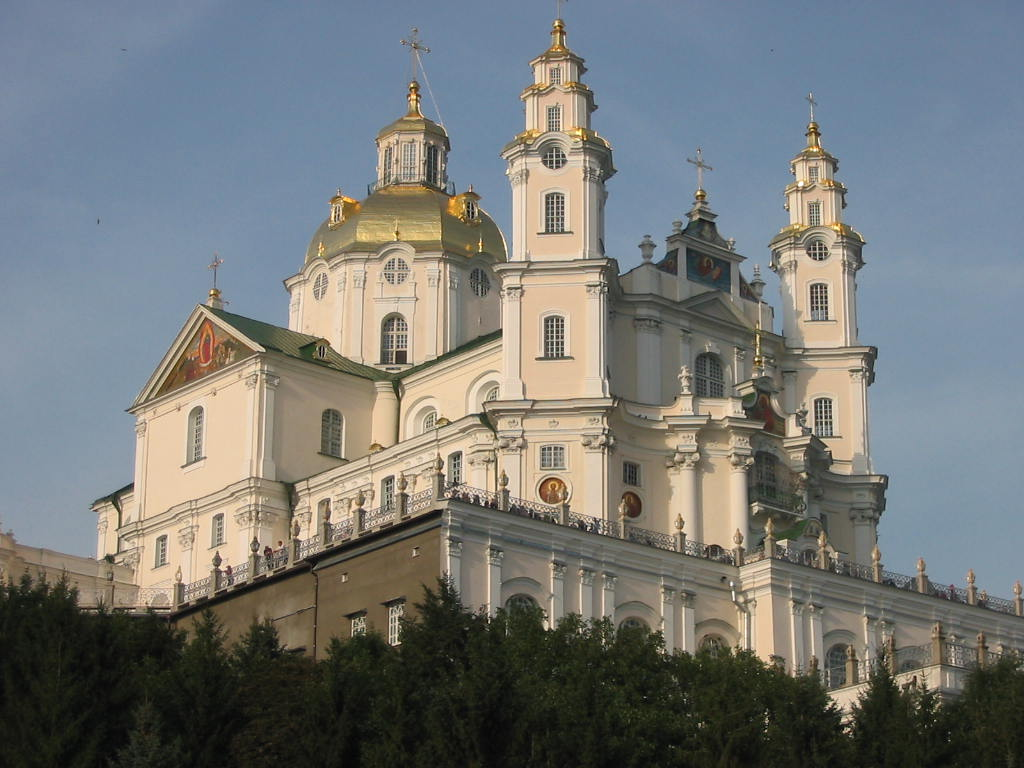
Успенський собор Почаївської лаври

Побудові Успенського собору та інших важливих будівель в греко-католицький період передувала досить цікава історія, що трапилася в 1759 році з родовитим і багатим шляхтичем Миколою Василем Потоцьким, який у цей час жив у своєму маєтку поблизу Любліна, неподалік від Галичини. Походив він із католицької сім'ї, але характер Миколи Потоцького втілював в собі найгірші риси потомственної польської аристократії. Був він безмірно гордий, впертий, жорстокий і своєвольний до шаленства. Міг у гніві не тільки побити, але і вбити людину. У 1759 році він проїжджав у візку неподалік від Почаєва. Щось трапилося на дорозі, коні рвонулися в сторону, перекинувши візок, викинувши і, мабуть, ще й міцно забивши Потоцького та його кучера, а потім разом з перевернутим візком поскакали геть. Будучи гнівливим і жорстоким, він з добірною лайкою вихопив пістолет із-за пояса та націлив на кучера. Кучер одразу зрозумів, що настала остання мить в його житті, встиг повернутися в сторону монастиря, що виднівся на горі, та вигукнув: «Мати Божа, чудотворна в іконі Почаївській, спаси мене…». Потоцький декілька раз натискав на курок, але пістолет не вистрелив через осічки. Потом він струсив пістолет, знову натиснув на курок (вже в третій раз) і знову булаосічка. Потоцький був дуже приголомшений, дивлячись на свій пістолет, який ще ніколи не підводив його. Далі він подивився на переляканого кучера і на монастир, що виднівся вдалині. Як свідчить монастирський переказ, в цей момент він зрозумів, що чудо врятувало життя людині. Поступово в нього зник гнів і йому дуже закортіло дізнатися, що це за чудотворна ікона, до якої вигукнув кучер, тому Потоцький, змінивши свій шлях, поїхав у Почаїв. Прибувши до монастиря, він зі сльозами покаянно молився на колінах перед чудотворним образом Почаївської Божої Матері. За іншою версією, Потоцкий одного разу зайшов в обитель під час проповіді, яка глибоко торкнулася його серця.
Цей випадок назавжди змінює Потоцького в кращу сторону. Невдовзі Потоцький, згадавши про свої православні коріння, стає греко-католиком (до того він був римо-католиком). Всю свою енергію, що витрачалася до сих пір даремно, всі свої величезні кошти, які витрачалися на примхи, він відтепер віддає на служіння монастирю. В загальному Потоцький дав на обитель близько 2 200 000 золотих. Насамперед він зав'язує тісні відносини з Іпатієм Белінським, що був в той час одним із архітекторів Успенського собору,[джерело?] і за допомогою якого укріплює будівлю після обвалу. Пізніше саме пожертви Потоцького дозволять надати храму сучасного вигляду.

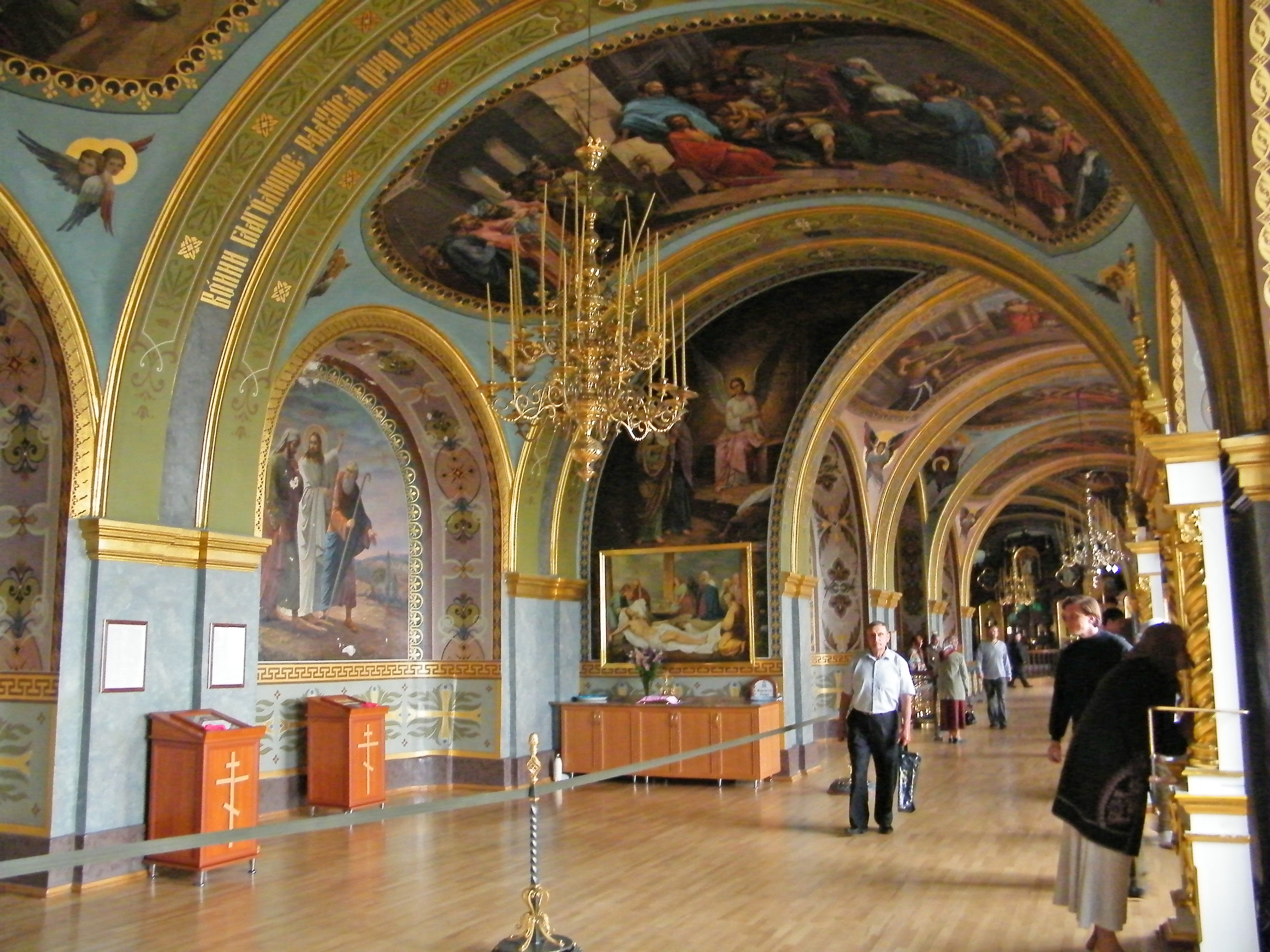
Печерний храм на честь Йова Почаївського

Стан споруд монастиря вимагав реконструкції. Після чисельних нарад для перебудови монастиря, в загальних рисах проект собору підготував Г. Гофман — архітектор другої половини XVIII століття, родом із Сілезії, представник епохи бароко. Тому його вважали автором. 20 лютого 1771 року Ян Ґотфрід Гофман уклав контракт на будівництво нового храму. 3 липня 1771 року урочисто закладений перший (наріжний) камінь. Усю подальшу роботу з будівництва храму здійснювали львівські зодчі та скульптори — брати Петро (помер близько 1780 року) та Матвій (бл. 1720 — бл. 1800) Полейовські. Брав участь і український архітектор Франциск Ксаверій Кульчицький, котрий, крім того, збудував протягом 1771–1783 років у лаврі трапезну і сформував під Успенським собором терасу з парапетом. Загальна композиція комплексу — терасна, будівлі розміщені на схилах з поступовим підвищенням до головного акценту — Успенського собору. Головний фасад за католицькою традицією прикрашають дві вежі під кутом 45° до головної осі, що підкреслює всефасадність собору — характерну рису українських церков. Загалом композиція з однією центральною банею на восьмерику і двома бічними вежами співзвучна найкращим зразкам козацького бароко — соборам Троїцького монастиря в Чернігові та Мгарського монастиря біля Лубен на Полтавщині.
У 1774 році зусилля Миколи Василя Потоцького увінчують перший успіх: закінчується будівництво першого храму — церкви святої великомучениці Варвари, що розташовується на південному схилі гори, під самим Успенським собором (в 1864 році вона буде освячена звнову в ім'я преподобного Йова та стане називатися Печерною). Двома роками пізніше завершується побудова іншого храму в полі для коронування Почаївської ікони Божої Матері. 1781 року для тимчасового служіння освячується Успенський собор, хоч у ньому належить провести ще багато оздоблювальних робіт, так що чудотворний образ Почаївської Божої Матері буде перенесений сюди лише 8 вересня 1791 році. У 1807–1810 роках Лука Долинський оформляв інтер'єр Успенської церкви Почаївського монастиря: ікони для іконостасу, великих та бічних вівтарів, розписи «Чудес Христових» на пілястрах, настінний живопис, пов'язаний з історією монастиря (замінений за вказівкою царя Олександра II 1861 року). Справжнє ж урочисте освячення собору відбудеться тільки 8 серпня 1822 року. Його здійснить Яків-Адам Окелло-Матусевич, екзарх греко-католицької митрополії південно-західної Русі.
Крім Успенського собору та інших церков, Микола Василь Потоцький організував побудову також і двоповерхової будівлі братського корпуса, в якому до сьогоднішнього дня живуть насельники монастиря. Як і всі побудови, створені за його почину, вона відрізняється размахом, простором і гарною міцністю.[джерело?] Крім цього, Потоцький на подвір'ї монастиря мав власний дерев'яний будинок (на його місці зараз Троїцький собор), в якому неодноразово проживав, іноді впродовж тривалого часу, а останні роки свого життя провів тут майже безвиїздно. Він, як фундатор був похований, згідно з тодішнім звичаєм, у крипті під церквою, зліва від головного входу в собор). Також меценат надав монастиреві 200 000 злотих; мав у монастирі свій будинок, якому заповів «поселення Срібна» і все власне майно.

## Коронування ікони

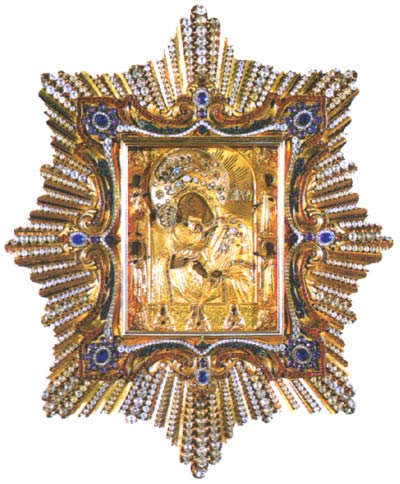
Почаївська ікона Божої Матері

З іменем М. В. Потоцького пов'язана ще одна подія, що була найбільш яскравим і урочистим епізодом в історії Лаври за все XVIII століття — коронування золотими вінцями чудотворної Почаївської ікони Божої Матері.
У практиці Римо-Католицької Церкви коронування ікони значить приблизно те ж саме, що й канонізація по відношенню до святих, тобто формально, канонічне визнання даної ікони чудотворною. Започатковувачем коронацій Богородичних ікон на Заході вважається граф Александре Сфорца Паллавічіні, що заснував для цього спеціальний фонд в капітулі святого Петра у Ватикані, який повинен був давати свій «привілей», тобто свою згоду і благословіння. Цього привілею від Риму і добився Потоцький для Почаївської ікони Богоматері.
Взагалі Потоцький почав думати про коронування одразу ж після чудесного врятування кучера, бо вже через рік в листі до Іпатія Белінського Потоцький наполегливо просить його, «щоб те святе діло він, не вілкладаючи, починав». Згодом Белінський відправляється до Сильвестра Рудницького, єпископа Луцького й Острозького, а Рудницький окружним посланням до своєї пастви скликає тих, хто може принести якісь свідчення про чудеса та інші благодатні знамення, явлені в різний час Почаївською іконою. Зібравши ці свідчення (свідчення двадцяти одного свідка були визнані достатніми), Рудницький представляє їх в Рим. В 1773 році за сприяння вже нового протоархімандрита і суперіора Почаївської обителі Порфирія Важинського папа Климент XIV дає дозвіл і благословіння на коронацію Чудотворної ікони.
Подія ця відмічена духом того часу та притаманним йому помпезним, бароковим стилем католицького благочестя. Особливою буллою від 23 квітня 1773 року папа оголошує «повну індульгенцію усіх гріхів — усім, всякого роду вірним Христовим, що істинно каються, сповідуються і причащяються Святих Тайн, які протягом восьми днів, призначених місцевою владою (для святкування коронації) відвідають благоговійно Почаївську церкву монахів святого Василія Великого Луцької єпархії і там вознесуть благочестиві молитви до Бога про мир християнських правителів, викорінення єресей і піднесенні святої Матері Церкви». Дві корони, зроблені в Римі з чистого золота стараннями Потоцького і освячені папою, доставляються в Почаїв. Коронування призначається на 8 вересня Старого стиля, на свято Різдва Богородиці.
Рудницький, а слідом за ним і інші греко-католицькі єпископи цього краю в окружних посланнях до своїх пасомих закликали їх взяти участь в урочистостях. Зібралося дуже багато людей, одних католицьких і греко-католицьких священиків було до тисячі чоловік, крім вищої аристократії та дворянства. Простого народу було більше ста тисяч. Польський король надіслав полк кінних жовнірів, князь Ян Сангушка — піхотну роту та інше. Місцем для коронування Почаївські василіяни вибрали незасіяне поле на схід від монастиря, де знаходиться нині Різдва-Богородиці Лаврська церква та кладовище. Там на восьми високих стовпах вони влаштували величну тимчасову дерев'яну каплицю (за проектом архітектора, кам'янецького коменданта Яна де Вітте) з освяченим престолом для служіння літургії, на якому поряд з ковчегом і коштовними підсвічниками було приготовано місце для чудотворної ікони. Весь шлях від монастиря до каплиці був обсаджений зеленіючими деревами (вони збереглися і до сих пір), було побудовано п'ять тріумфальних арок. Перша з них, присвячена папі, була прикрашена написом: «В руках його всі кінці землі, і висоти гір того суть» (Пс. 94,4). З обох сторін дороги були розміщені картини із зображеннями чудес, явлених від ікони Божої Матері Почаївської. До кожної тріумфальної арки був призначений цілий оркестр з барабанами, трубами та іншим; були розставлені пушки, мортири та інші гармати, горіли тисячі різнокольорових ліхтарів і плошок. Під час самої коронації все це грало, гриміло, стріляло, цвіркало, світилося, салютувало.
8 вересня коронатор С. Рудницький в пишній кареті прибув до каплиці та став дожидатися урочистого принесення ватиканських корон. Вони були принесені великим собором духовенства у святковому вбранні на чолі з єпископом Холмським, провінціалом ордену василіян і суперіором Почаївським. Після коротких привітань і промов подяки, прочитаних на латинській мові, провінціал і суперіор проголосив урочисту присягу про те, що отримані ватиканські корони будуть вічно знаходитися на святій іконі. Було прочитано бреве (папський декрет) про дарування індульгенцій і декрет про доручення Рудницькому звершити коронацію. Потім Рудницький, піднявшись на сходи, що ведуть до престолу, поклав до того освячену корону на голову Спасителя зі словами: «як руками нашими вінчаєшся на землі, так і ми да вподобимося від Христа славою і честю вінчатися на небі».
Після покладення корон на ікону вона була віднесена назад до церкви (побудовану ще Домашевськими), де була поставлена на великому престолі, на якому Рудницький відслужив літургію. Після неї були роздані тисячі зображень чудотворного образа, медальйонів, наділених від Риму різними індульгенціями. Місіонери, викликані з інших монастирів, проповідували всюди, де могли, в храмі, на вулиці, при тріумфальних арках і в інших місцях. Бажаючих сповідатися і причаститися було дуже багато, і духівники приймали сповідь всюди, де тільки можливо. Служіння літургій, більшою частиною тихих (або «шептаних»), майже не переривалось.
Святкування продовжувалося цілу неділю, включаючи і Воздвиження, коли воно досягло нової кульмінації. Погода стояла гарна, і більше ста тисяч чоловік проводило дні і ночі просто неба. Одних причасників було близько 35 тисяч. Пригощання такої кількості людей, влаштування коронаційної каплиці і тріумфальних арок, ілюмінацій і феєрверків, салютів і музичних супроводів, процесій і всякого роду розваг як для народу, так і для сановитих осіб, — все це було організоване і оплачене Потоцьким, який намагався якомога більше зробити заради «більшої слави» чудотворної ікони. Через рік це святкування повторилося і пройшло майже з тою ж пишністю.

## Намагання канонізувати Йова Почаївського
Відомо, що в 1777 році Потоцький порушив клопотання про канонізацію преподобного Йова Почаївського католицькою церквою і пожертвував особливу суму, яка потрібна була в Римі на подібний процес. Він запитував про стан справи Іпатія Белінського, і той відповідав йому з Риму: «Що стосується по справі про канонізацію преподобного Заліза, то воно незрівнянно важча (справи про коронацію) по тій причині, що тепер не так швидко приступають до канонізації сповідника — не мученика; вимагають більших і більших чудес, та й ті, дізнані місцевим ординарцем-єпископом, в Римі проціджують і перетрушують по декілька разів, збираючи для дізнання їх колегію кардиналів; тому, — підсумовує Белінський, — дай, Господи, щоб це довести до кінця років через декілька».
Треба сказати, що василіяни дуже сподівалися на цю канонізацію, склали декілька піснеспівів на честь преподобного і, навіть, приготували особливу дошку для друкування його ікони, але, за деякими свідченнями, дізнавшись про діяльність преподобного проти унії, папа Климент XIV відклав дану справу.

## Останні роки при василіянах

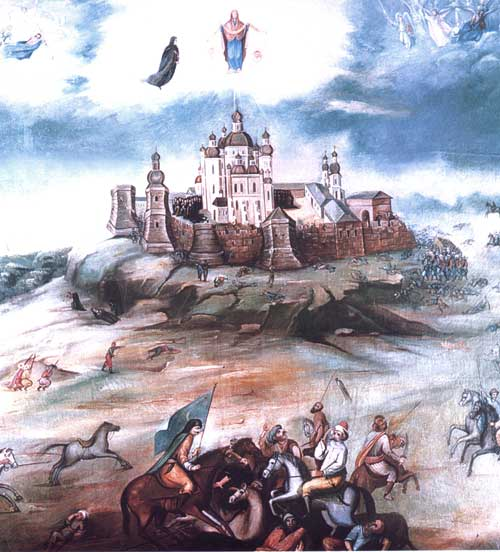
Почаївська лавра у 1800 р.

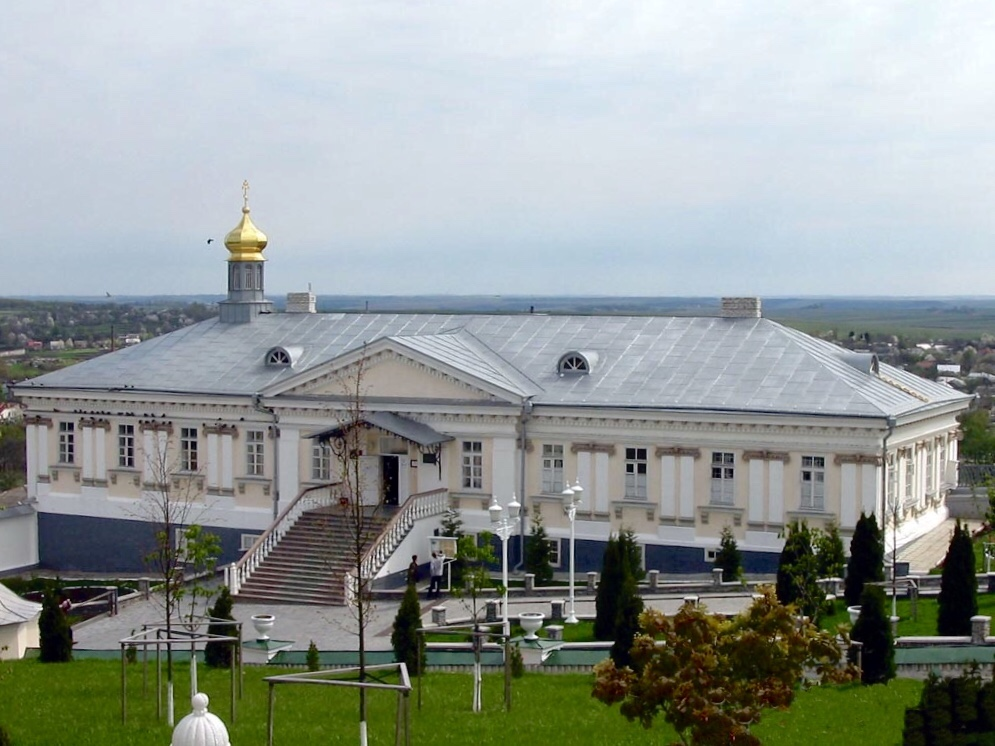
Архієрейський дім

1795 року відбувся третій поділ Польщі. Багато польських, західнобілоруських та українських земель, в тому числі й Волинь з Почаєвом, були анексовні Російською імперію. На цих землях почалося повернення греко-католиків у Православну Церкву. Але, тоді російська влада не збиралася забирати у василіян Почаївський монастир. Більше того, обителі було дозволено тримати друкарню та новіціати, тобто особливі школи для виховання послушників, які постійно проживають у монастирі. Всі предмети там викладалися латинською мовою, розмовною ж мовою була в основному польська. В останні греко-католицькі роки при монастирі існувало також «повітове училище», викладачами якого були в основному василіянські монахи. У 1820-1825 роках у монастирі був побудований Архієрейський дім. Після цього будівельні роботи в монастирі були практично припинені.
У 1823 році православний єпископ Волині Стефан після того, як згорів монастир в Острозі, де була єпископська семінарія, зробив представлення Святійшому Синоду про повернення Почаївського монастиря в Православ'я, але імператор Олександр I відмовив. Дане питання не порушувалося до 1831 року, коли почаївські монахи брали участь у польському повстанні 1830—1831 років за незалежність Польщі. Під час повстання ченці прихильно поставилися до антимосковських повстанців: допомогли провіантом, кіньми, фуражем, грішми; 9 монахів-василіян, 45 монастирських підданих приєдналися до шляхетського війська. Тому, після придушення повстання російський імператор Микола I 10 жовтня 1831 року розпорядився про те, щоб «Базиліанський Почаївський монастир з усією церковною приналежністю, нерухомим майном і капіталами передати у відомство православного греко-російського духовенства». Було вирішено тут же, в монастирі, розмістити Волинського єпархіального архієрея з його штатом, консисторією і семінарією. Греко-католицькі василіянські ченці покинули монастир, який повернули православним монахам.